# Outpost (film, 1944)
Outpost est un cartoon de la série Private Snafu réalisé par Chuck Jones et sorti en 1944.

## Fiche technique
Sauf indication contraire, les informations mentionnées dans cette section peuvent être confirmées par la base de données cinématographiques IMDb,  présente dans la section « Liens externes ».
(Aucune personne ne figure au générique)
- Réalisateur : Chuck Jones
- Scénario : Phil Eastman et Dr. Seuss
- Producteurs : Edward Selzer et Dr. Seuss
- Compositeur : Carl W. Stalling
- Monteur : Treg Brown
- Pays de production : États-Unis
- Sociétés de production : Warner Bros.
- Format : Noir et blanc — 35 mm — son : monophonique
- Genre : Animation, comédie
- Langue : Anglais
- Durée : 5 minutes
- Dates de sortie :
  - États-Unis : août 1944

### Animation
Animateurs (aucune personne n'est citée au générique) :
- Robert Cannon
- Ken Harris
- Richard Thompson (en)
- Lloyd Vaughan (en)
- Ben Washam (en)

## Distribution
Sauf indication contraire, les informations mentionnées dans cette section peuvent être confirmées par la base de données cinématographiques IMDb,  présente dans la section « Liens externes ».
Voix originales américaines  (non crédités) :
- Mel Blanc : le soldat Snafu, oiseau, répartiteur
- Robert C. Bruce : narrateur